# Battaglia dell'Asinaro
La battaglia dell'Asinaro o Assinaro si svolse nel 413 a.C. e vide contrapposti: i siracusani, a cui erano accorsi in aiuto i soldati spartani guidati da Gilippo, contro le truppe ateniesi in fuga guidate da Nicia, presso il fiume Asinaro.

## Antefatti
Nel 413 a.C., quando gli ateniesi cercarono di contrattaccare per aprire una breccia nelle mura difensive di Siracusa, furono pesantemente sconfitti dai difensori, a tal punto che la spedizione stette per ritirarsi. Senonché Nicia convinse i compagni strateghi, Demostene ed Eurimedonte, a restare e cercare di ritentare l'impresa fallita. Una nuova sconfitta non si fece attendere, la flotta fu distrutta e l'esercito invasore decise di ritirarsi via terra con tutti e 40000 i soldati rimasti.
I siracusani e gli alleati rincorsero l'esercito in rotta e lo costrinsero a dare battaglia pure in condizioni sfavorevoli. I sicelioti proposero a tutti i soldati ateniesi di arrendersi, senza essere resi schiavi o sudditi dei vincitori; seimila tra tutti i soldati si arresero e accettarono l'offerta a discapito di Nicia e degli strateghi ateniesi. Gli strateghi inviarono delegati per ritrattare l'offerta e riprendere gli uomini fuggiti. I siracusani, però, non acconsentirono; 300 soldati disperati fuggirono.

## Svolgimento
Gli ateniesi si diressero sempre più a sud, fino a raggiungere le sponde del fiume Asinaro dove, stremati, lottarono pur di riuscire a bere un po' d'acqua. La località menzionata da Tucidide è Akraion Lepas cioè la rupe di Akrai, un luogo stretto in cui i siracusani prepararono delle fortificazioni atte ad affrontare gli ateniesi per annientarli definitivamente.
I siracusani ne approfittarono e, appostati su un'altura, cominciarono a tirare dardi e giavellotti contro i nemici; nel frattempo, gli alleati peloponnesiaci li affrontarono, corpo a corpo, davanti alle sponde del fiume.
(Tucidide, La guerra del Peloponneso VII 84)
Nicia si arrese e i suoi uomini furono risparmiati, anche se le perdite furono innumerevoli.

## Conseguenze
Il massacro avvenuto vicino alle sponde dell'Asinaro fu quello che sparse più sangue in tutta la spedizione in Sicilia, a detta di Tucidide. Molti furono i prigionieri che finirono tra le mani dei siracusani; gran parte di questi fu posto nelle latomie, tra le quali la più famosa risulta essere quella dei Cappuccini, dove molti perirono dalla fatica e dalle insostenibili condizioni di lavoro. Con questa sconfitta, la spedizione si sfaldò e i comandanti ateniesi Nicia e Demostene furono giustiziati.

## L'identificazione dell'Akraion Lepas
L'identificazione del luogo esatto della disfatta è finora controverso. Nel tempo si sono succedute varie ipotesi che fanno ipotizzare il luogo in un vallone a ovest di Floridia, probabilmente il Vallone Cavadonna nei pressi dei tornanti della SR 15. Tuttavia l'ipotesi viene considerata poco credibile in quanto il punto risulta essere stretto per un gran numero di uomini e fin troppo pericoloso da attraversare, proprio per la facilità con cui si possono avere delle imboscate.
È stata proposta anche la Sella di Filiporto a Pantalica, che darebbe maggior credito al fatto che il toponimo richiama ad Akrai, ben più vicina rispetto alla precedente ipotesi. In realtà i luoghi di riferimento possibile sono molti di più, ma senza tuttavia grandi certezze, dato che il racconto di Tucidide non chiarisce l'ubicazione.